# ليو وي (مغني)
ليو وي (بالصينية: 刘伟) هو عازف بيانو ومغني صيني، ولد في 7 أكتوبر 1987.